# Rhipidia (Rhipidia) sigilla
Rhipidia (Rhipidia) sigilla is een tweevleugelige uit de familie steltmuggen (Limoniidae). De soort komt voor in het Afrotropisch gebied.